# Токарский, Михаил Антонович
Михаил Антонович Токарский (1868—1941(1942)) — русский инженер, предприниматель, изобретатель.

## Биография
Родился в дворянской семье, которой принадлежала усадьба Спирово в Новгородской губернии.
На 1895 г. — и.д. младшего запасного лесничего Корпуса лесничих.
В конце XIX в. издает несколько и статей по исследованию водных сил и экономики Олонецкой губернии по результатам своих поездок.
В 1896 г. М. А. Токарский участвовал в деятельности комиссии по определению места для строительства Тулмозерского железоделательного завода.
В 1897 г. стал заведующим отделом топлива Тулмозерского завода.
С 1898 по 1902 гг. арендовал Тивдийские мраморные разработки, реконструировал узкоколейную конно-железную дорогу из Нигозера в Кондопогу, соорудил пристань в Кондопожской губе.
В 1901 г. под его руководством создана и открыта Петрозаводская телефонная сеть, М. А. Токарский стал её заведующим.
Член кустарного комитета Петрозаводской уездной земской управы, Петрозаводского общественного собрания
В 1902 году на объединённом заседании отделов Императорского русского Технического общества предложил провести электрификацию Николаевской железной дороги на основе использования водных сил Новгородской губернии.
В сотрудничестве с Товариществом Красносельской писчебумажной фабрики К. П. Печаткина в 1903 году получил лицензию на использование водяной силы в Кондопоге, начал строительство канала между Нигозером и Кондопожской губой Онежского озера, плотины на реке Сандалке у деревни Сопохи.
В 1910 г. стал председателем Совета съездов металлозаводчиков Северного и Прибалтийского районов.
Предложил Главному артиллерийскому управлению идею сооружения первого в России завода азотной кислоты около Кондопожской губы для производства пороха и строительство электростанции для него.
в 1916 г. окончательно передал арендуемые в Петрозаводском уезде земли государству в обмен на передачу нижней части реки Сегежи.
В 1913 г. предложил Управлению внутренних водных путей и шоссейных дорог соорудить Ладожскую железную дорогу (из Шлиссельбурга).
В 1914 г. купил усадьбу Заветное недалеко от деревни Малый Борок в Новгородской губернии, где по чертежам М. А. Токарского были построены различные сооружения (часть из них сохранилась до нашего времени).
Перед февральской революцией был директором акционерного общества по освоению земель на Турухтанных островах в Петрограде, после революции М. А. Токарский безвозмездно отдал свою усадьбу Заветное вместе с фабрикой крестьянам соседней деревни Борок.
Занимался изучением угольных залежей под Боровичами и Шереховичами, вёл прокладку Неболчской железной дороги, Поддубье — Шереховичи, ведущей из Окуловки в Любытинский район (1918 г.).
На имя М. А. Токарского зарегистрировано множество патентов на изобретения — печь для выжигания угля, пресс для изготовления строительных камней, способ обработки пробковой массы (это изобретение позволяет ускорить термическую обработку пробковых плит в закалочных печах пробковых производств), аппарат для изготовления плит, способ брикетирования опилок и другие.
Умер М. А. Токарский зимой 1941—1942 г. во время эвакуации из Ленинграда по дороге в Киров

## Память
Пристань в Кондопоге носит имя Токарской.

## Сочинения
- Токарский М. А. Кустарное смолокурение в России из смолья-подсочки / [Соч.] Технол. М. А. Токарского. — Санкт-Петербург : Лесной деп., 1895. — 128 с.
- Токарский М. А. Краткий очерк деятельности Отдела топлива Акционерного общества «Сталь» : Докл. Правлению Акц. о-ва «Сталь» о произведённых в Отделе топлива работах со времени его образования по 18 мая 1898 г. технологом М. А. Токарского. — Санкт-Петербург, 1898. — 113 с.
- Водяная сила близ селения Кондопога Олонецкой губернии, Петрозаводского уезда: Техн. данные, размер, экон. условия и доступ. применение её в завод. деле / технолога М. А. Токарского. — Петрозаводск: Губ. тип., 1899. — 31 с.
- Токарский, Михаил Антонович. Ладожские каналы и проекты улучшения их судоходных условий / М. А. Токарский, инж. — Санкт-Петербург : тип. В. А. Лесман, 1911. — 160 с.
- Токарский М. А. К улучшению кустарного мраморного промысла в Петрозаводском уезде / Земская хроника // Вестник Олонецкого Губернского земства, 1908. № 3. С. 24-25.
- Озерные руды окрестностей Сямозера и Кончезера как материал для сталелитейного и железоделательного завода в селении Кондопога, Олонецкой губернии, Петрозаводского уезда / технолога М. А. Токарского. — Петрозаводск : Губернская типография, 1899.
- Токарский М. А. Руды Кончезерского завода / М. А. Токарский // Олонецкий сборник — Петрозаводск, 1902. — No 4. — С. 53—54.
- Токарский М. А. Электрические часы системы Меллера : Доклад, читанный в 6 Отделение императорского технологического оществава 24 окт. 1903 г. / Технолог М. А. Токарский. Санкт-Петербург : тип. М. Меркушева, 1903. Токарский М. А. Электрические часы системы Меллера / Технолог М. А. Токарский. Санкт-Петербург : тип. Монтвинда, 1905.
- Токарский М. А. К улучшению кустарного мраморного промысла в Петрозаводском уезде / Земская хроника // Вестник Олонецкого Губернского земства, 1908. № 3. С. 24-25.
- Реформа части земского обложения торгово-промышленных предприятий : Речь заведующего делами совета инж. М. А. Токарского : В совещании по пересмотру положения о промысловом налоге, состоявшемся 21/V 1908 г. под председательством товарища министра финансов д. ст. с. Н. Покровского — Санкт-Петербург : тип. Ред. период. изд. Министерства финансов, 1909.
- Тяга судов на каналах механическая и электрическая / Д-р Георг Мейер (Берлин); Перевод с немецкого под редакцией инженера М. А. Токарского. -Санкт-Петербург : тип. В. А. Лесман, 1911.